# ダニエル・アトルング
ダニエル・アトルング（Daniel Adlung, 1987年10月1日 - ）は、ドイツ・フュルト出身のサッカー選手。ポジションはミッドフィールダー。

## 経歴
2008年、地元フュルトのクラブSpVggグロイター・フュルトからブンデスリーガのVfLヴォルフスブルクに移籍。2009年、アレマニア・アーヘンにレンタル移籍。2010年、エネルギー・コットブスに移籍した。

## 代表歴
ドイツ代表としてUEFA U-21欧州選手権2009に出場し優勝に貢献した。

## タイトル
クラブ
VfLヴォルフスブルク
- ブンデスリーガ 2009

代表
- UEFA U-21欧州選手権2009